# Cultura del Regne Unit

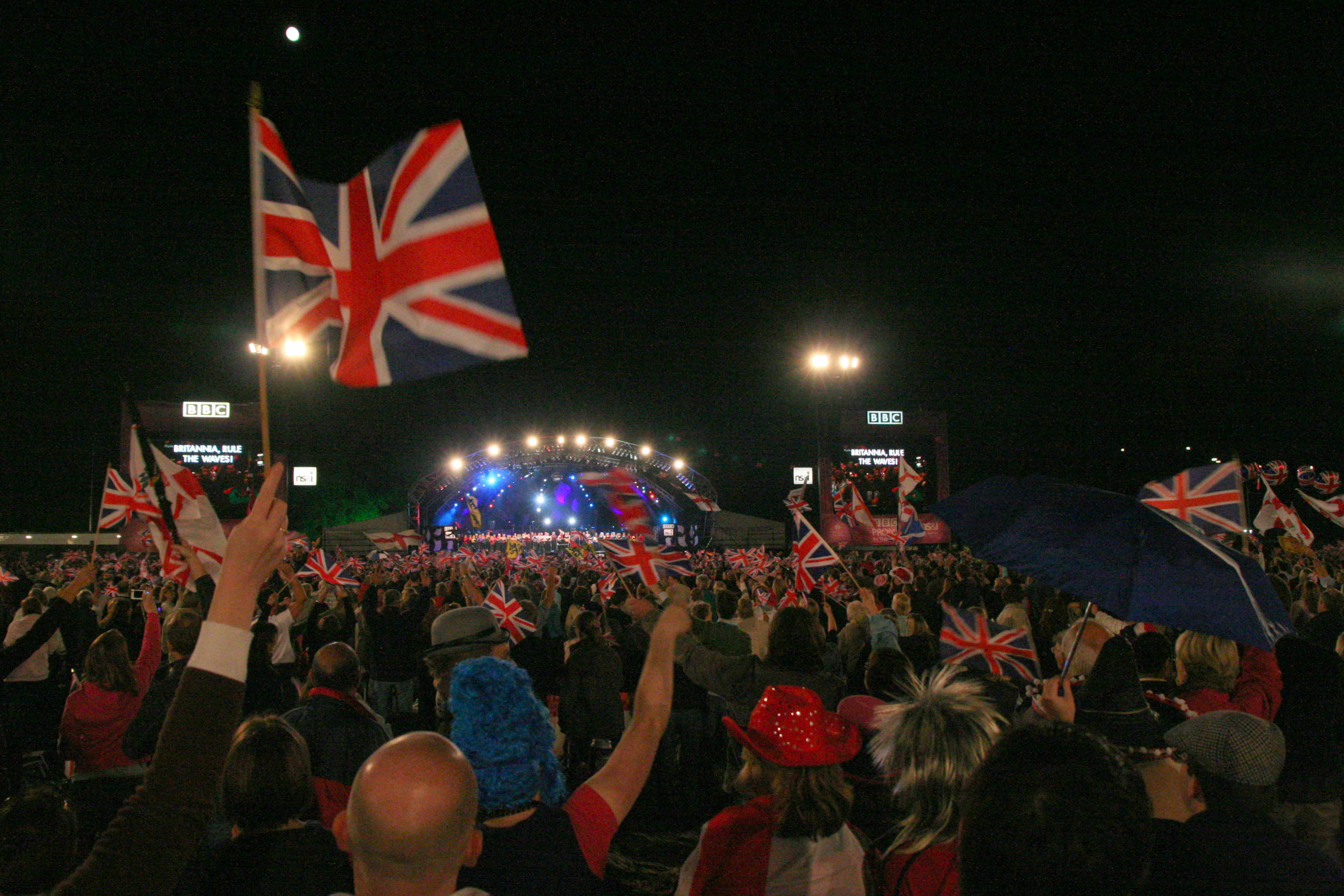
The Proms és un festival de concerts de música clàssica que se celebra durant nou setmanes durant l'estiu, que culmina amb la tradicional darrera nit de música patriòtica.

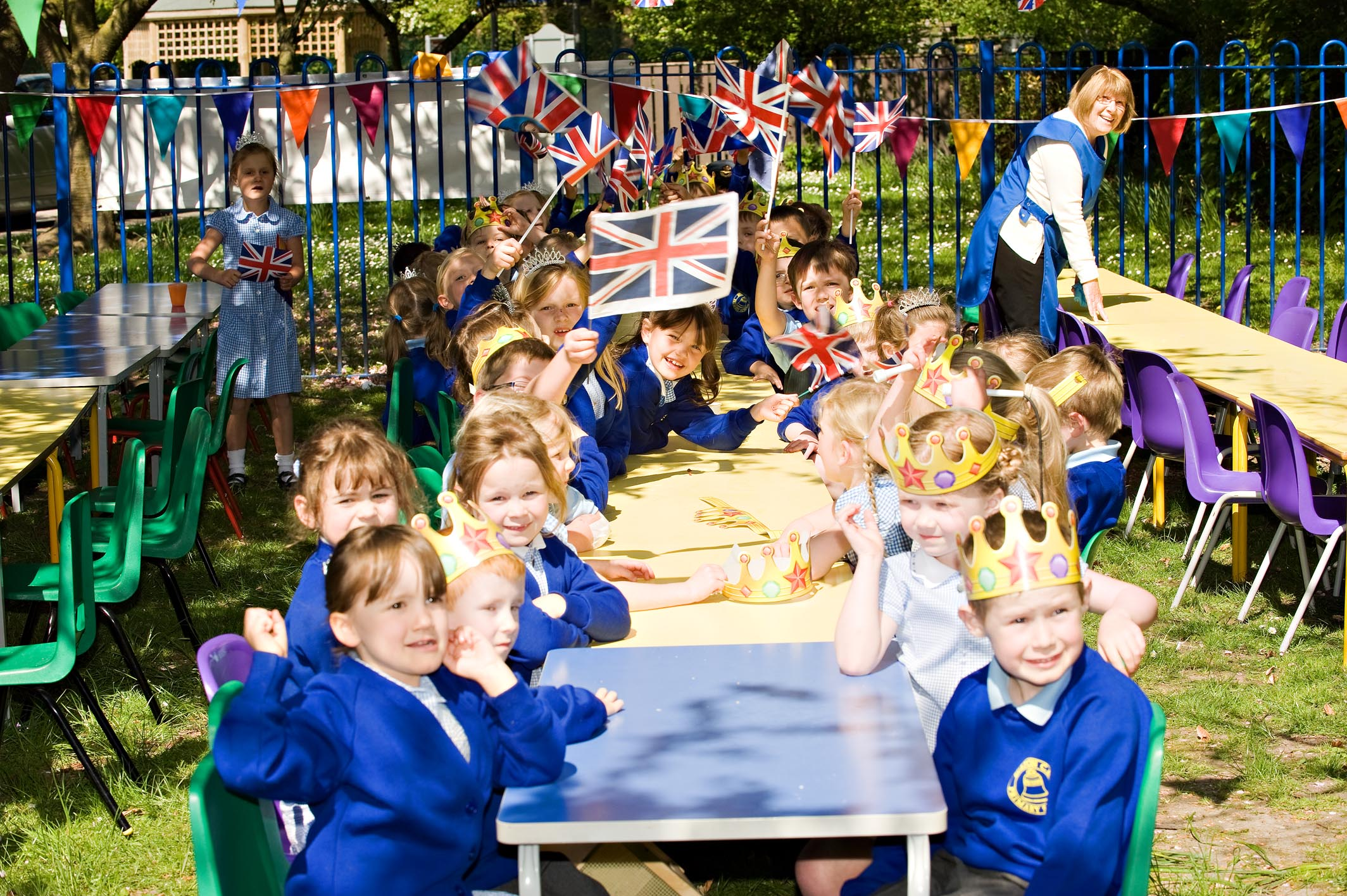
Una festa de carrer en una escola primària de Lancashire, Anglaterra, en ocasió de les noces del príncep Guillem i Kate Middleton

La cultura del Regne Unit està influenciada per la història del Regne Unit com un país desenvolupat, un estat insular, una democràcia liberal i una gran potència; la seva condició religiosa predominantment cristiana; i el fet de ser una composició de quatre països, Anglaterra, Gal·les, Escòcia i Irlanda del Nord, cada un dels quals té costums diverses, cultures i símbols. La més àmplia cultura europea també ha influenciat la cultura britànica, i l'humanisme, el protestantisme i la democràcia representativa van desenvolupar-se en el marc de la cultura occidental.
La literatura, la música, el cinema, l'art, el teatre, la comèdia, els mitjans, la televisió, la filosofia, l'arquitectura i l'educació són aspectes importants de la cultura britànica. El Regne Unit també destaca en els camps de la ciència i la tecnologia, produint un gran nombre de científics líders mundials (com ara Isaac Newton o Charles Darwin) i diversos invents. L'esport també és una part important de la cultura britànica; nombrosos esports s'han originat al país, entre els quals destaca el futbol. El Regne Unit ha estat descrit com un "superpoder cultural", i Londres com una de les capitals culturals del món. En una enquesta global realitzada per la BBC, el Regne Unit va quedar en tercera posició entre els estats més ben apreciats del món (després d'Alemanya i el Canadà) el 2013 i el 2014.
La Revolució Industrial, iniciada al Regne Unit, va tenir un efecte molt profund en les condicions socioeconòmiques i culturals de les famílies de tot el món. Com a conseqüència de l'existència de l'Imperi Britànic, es pot observar influència britànica en la llengua, el dret, la cultura i les institucions de diversos països a tot el món, incloent Austràlia, Canadà, Índia, Irlanda, Nova Zelanda, Nigèria, Pakistan, Sud-àfrica, Sri Lanka, els Estats Units d'Amèrica i les nacions de caribenyes de parla anglesa. Aquests estats, de vegades, es coneixen col·lectivament com "angloesfera", i es troben entre els aliats més propers del Regne Unit. A canvi, l'Imperi també va influir la cultura britànica, especialment la cuina.
Les cultures anglesa, escocesa, gal·lesa i nord-irlandesa són diverses i tenen diferents graus de similitud i diferència.